# エクロール
『エクロール』は、内々けやきによる日本の漫画作品。TSF（異性への性転換を題材とするフィクション）作品で、少年画報社『月刊ヤングキング』にて2011年9月号から2012年9月号まで連載された。
本作品は本来、同社刊行の季刊アンソロジーコミック『チェンジH』にて掲載される前提の作品であったが、同誌が2011年7月から2012年12月まで発行休止となったため、この期間内に『月刊ヤングキング』に設けられた「チェンジH枠」にて掲載されることとなった。この「チェンジH枠」内で連載開始となった本作品は、当初2012年7月を予定していた発行再開が同年12月まで延長されたこともあり、暫定的な移籍期間内に完結するという稀な作品となった。これらの経緯により、『チェンジH』での連載作品は専用レーベルとなる「TSコミックス」より刊行されるのが前提であるが、本作品は例外的に「ヤングキングコミックス（YKコミックス）」より刊行された。
また、発行再開後の『チェンジH』第8号「orange」（2012年12月19日発売）において、読み切り短編の外伝作品が掲載された。なお、同短編については単行本未収録となっている。

## ストーリー
『施設』と呼ばれる孤児院から選抜され謎の施設『学校』にやってきた少年シュウヤは、『校長』と名乗る謎の人物から新たに『睦月』という名を与えられ、女装による生活を強いられることになる。同じ日にやってきた年の近い「長月」、未だ幼い少年キョウイチ改め「弥生」。元からこの『学校』に居た同じ年頃の眼鏡と三つ編みの少年「文月」。そして、かつて同じ施設で親しかったシュウヤを庇う形で先にこの『学校』に送られた過去を持つ、最年長者でシュウヤ達のクラスの級長「霜月」。彼らは、集団生活を送りつつ、薬物や機械を使った洗脳及び改造によって徐々に、少年から少女へと作り替えられていく。

## 登場人物
睦月
本作の主人公。流されるままに『学校』へとやってきたが、少女へと作り替えられることに怯え、長月と共に『学校』からの脱走を画策するも、やがて霜月のことを思い出し、その罪の意識から脱走を断念し、やがて次の級長に選ばれることに。
大人は一切信用しておらず、施設に居たころから作り笑いが常態化している。
弥生
クラス最年少の金髪碧眼の少年で、弟妹持ちであった長月に良く懐いている。
未だ幼いため、『学校』に疑いも無く馴染んで居るも、改造に伴う注射や機械にかけられることに関しては、当初「気持ち悪い」という感想を抱いていた。
どうもかつてはネグレクトで、震災によって孤児となったという過去を持つ。
長月
睦月と同じ年頃の少年で弟妹を庇う形で『学校』送りとなったが、時折見る「繭の夢」や改造されることへの恐怖から脱走して弟妹の元に戻ることを望んでいる。
同じ恐怖を抱く睦月や、弟妹と同じ年頃の弥生には心を開いているが、元から『学校』におり、すっかり女性化していると自身が認識している文月や級長の霜月のことは敵視している。
文月
睦月や長月とは同じ年頃の眼鏡と三つ編みの似合うおしゃべりな少年。
他の少年達と異なり、遺伝病による死の回避の為に、実の父親によって送られたという過去を持ち、『学校』に行くかどうかの選択肢を他の少年達の様に与えられなかったが故に、率先して『学校』に馴染むという生き方を選択した少年。そのため父親に捨てられたという意識が強く、孤独を恐れることから非常におしゃべり。様々なことを学んでおりかなり多才。
霜月
クラスの級長を務める口元のホクロが印象的な最年長の少年。改造が最終段階に達しているため、見た目は女性以外の何物にも見えない。
かつて施設において睦月を実の弟のように可愛がり、生き残る術を睦月に叩き込んだ上で、睦月の代わりとなって『学校』に送られたという過去を持つ。
『学校』の記憶操作の結果、『学校』に来る以前のことは、『施設』における睦月（本名についてはすでに思い出すことも出来ない）とのことしか覚えておらず、そのこともあって睦月に対しては強い執着を抱いている。
美奈先生
『学校』の従業員の若い女性であり、『学校』の卒業生でもある。『校長』と共に作中に出てくる数少ない大人だが、基本的に裏方であるため登場シーンは少ない。
ただし、登場シーンは基本的に印象強いシーンが多く、特に脱走した長月を本人に見つかること無く追跡する姿は恐怖モノ。

## 用語
学校
『施設』から選抜した少年達を、薬品や記憶操作によって少女へと作り替える施設。作中では『校長』と呼ばれる責任者と、実際に少年達『被験者』に接触する『先生』の2名の従業員が確認されている。
『クラス』と呼ばれるグループごとに分けられた少年達を『フェイズ』と呼ばれる段階を経て改造していくというモノで、それ以外にも被験者たる生徒毎に異なる個別カリキュラムが組まれており、基本カリキュラムの終了と赴任先決定を経て卒業となる。
施設
『学校』に送る被験者を選定するための施設であるが、基本的にはただの孤児院である。
複数存在するらしく、睦月と霜月が居た『施設』は『D-7施設』と呼称されていたらしい。
繭の夢
『学校』に集められた少年達が時折見る夢。作中で見たことを発言しているのは睦月・弥生・長月の3人だけだが、他の二人も見ている可能性は高い。
内容について語っているのは弥生と長月のみで、弥生は「足下に何か黒い物が集まっていき、自分が繭になる」という物で、長月の方は「繭に閉じ込められた自分が繭から出るときに、目つきから何から完全に女になっている」と言う物。
基本的に2人とも繭の夢に関しては恐怖心を抱いている。

## 書籍情報
- 内々けやき『エクロール』少年画報社〈ヤングキングコミックス〉、2012年12月10日発行・同日発売[1] ISBN 978-4-7859-3982-3